# Tropski drvenasti bambus
Tropski drvenasti bambus (lat. Bambuseae), je tribus (pleme) biljaka iz porodica trava (Poaceae) kojemu pripada i najvažniji rod bambusa sa 137 (zasada) priznatih vrsta. Potječe iz Indije, pretežno raste u tropskim i suptropskim područjima južne, jugoistočne i istočne Azije i sjeverne Australije. Bambus ima šuplju drvenastu stabljiku razdijeljenu člancima koja naraste do 30 m. Cvate vrlo rijetko (neke vrste 30 – 120 godina).
U dijelovima istočne Azije postoje šume bambusova drva (u Japanu čini većinu šume). Često se uzgaja i kao vrtno bilje. U Aziji se stabljike bambusa koriste za izgradnju kuća i mostova, izradu namještaja i vodovodnih cijevi te za proizvodnju papira i lula za pušenje. Pupoljci bambusa se koriste u prehrani. Bambus je u Kini simbol dugovječnosti, a u Indiji prijateljstva.

### Podtribusi
1. Subtribus Chusqueinae Soderstr. & R. P. Ellis
  1. Chusquea Kunth (192 spp.)
2. Subtribus Guaduinae Soderstr. & Ellis
  1. Tibisia C. D. Tyrrell, Londoño & L. G. Clark (3 spp.)
  2. Otatea (McClure & Sm.) C. E. Calderón & Sodiro (13 spp.)
  3. Olmeca Soderstr. (5 spp.)
  4. Guadua Kunth (33 spp.)
  5. Eremocaulon Soderstr. & Londoño (5 spp.)
  6. Apoclada McClure (1 sp.)
3. Subtribus Arthrostylidiinae Soderstr. & R. P. Ellis
  1. Glaziophyton Franch. (1 sp.)
  2. Cambajuva P. L. Viana, L. G. Clark & Filg. (1 sp.)
  3. Didymogonyx (L. G. Clark & Londoño) C. D. Tyrrell, L. G. Clark & Londoño (2 spp.)
  4. Elytrostachys McClure (2 spp.)
  5. Rhipidocladum McClure (21 spp.)
  6. Arthrostylidium Rupr. (29 spp.)
  7. Aulonemiella L. G. Clark, Londoño, C. D. Tyrrell & Judz. (2 spp.)
  8. Aulonemia Goudot (48 spp.)
  9. Colanthelia McClure & E. W. Sm. (11 spp.)
  10. Filgueirasia Guala (2 spp.)
  11. Alvimia C. E. Calderón ex Soderstr. & Londoño (3 spp.)
  12. Atractantha McClure (5 spp.)
  13. Actinocladum McClure ex Soderstr. (1 sp.)
  14. Athroostachys Benth. ex Benth. & Hook. fil. (2 spp.)
  15. Merostachys Spreng. (58 spp.)
  16. Myriocladus Swallen (13 spp.)
4. Subtribus Melocanninae Benth.
  1. Melocanna Trin. in Spreng. (3 spp.)
  2. Cephalostachyum Munro (14 spp.)
  3. Pseudostachyum Munro (1 sp.)
  4. Davidsea Soderstr. & R. P. Ellis (1 sp.)
  5. Ochlandra Thwaites (13 spp.)
  6. Schizostachyum Nees (71 spp.)
  7. Stapletonia P. Singh, S. S. Dash & P. Kumari (3 spp.)
  8. Annamocalamus H. N. Nguyen, N. H. Xia & V. T. Tran (1 sp.)
5. Subtribus Temburongiinae K. M. Wong
  1. Fimbribambusa Widjaja (4 spp.)
  2. Temburongia S. Dransf. & Wong (1 sp.)
6. Subtribus Hickeliinae Camus
  1. Hickelia A. Camus (4 spp.)
  2. Nastus Juss. (12 spp.)
  3. Decaryochloa A. Camus (1 sp.)
  4. Sirochloa S. Dransf. (1 sp.)
  5. Cathariostachys S. Dransf. (2 spp.)
  6. Hitchcockella A. Camus (1 sp.)
  7. Perrierbambus A. Camus (2 spp.)
  8. Valiha S. Dransf. (2 spp.)
  9. Sokinochloa S. Dransf. (7 spp.)
7. Subtribus Racemobambosinae Stapleton
  1. Chloothamnus Buse (11 spp.)
  2. Racemobambos Holttum (19 spp.)
  3. Widjajachloa K. M. Wong & S. Dransf. (1 sp.)
8. Subtribus Mullerochloinae ined.
  1. Mullerochloa K. M. Wong (1 sp.)
9. Subtribus Greslaniinae K. M. Wong & W. L. Goh
  1. Greslania Balansa (2 spp.)
10. Subtribus Dinochloinae K. M. Wong & W. L. Goh
  1. Pinga Widjaja (1 sp.)
  2. Neololeba Widjaja (5 spp.)
  3. Parabambusa Widjaja (1 sp.)
  4. Dinochloa Buse (47 spp.)
  5. Cyrtochloa S. Dransf. (7 spp.)
  6. Sphaerobambos S. Dransf. (3 spp.)
11. Subtribus Bambusinae J. Presl
  1. Kinabaluchloa K. M. Wong (2 spp.)
  2. Holttumochloa K. M. Wong (4 spp.)
  3. Nianhochloa H. N. Nguyen & V. T. Tran (1 sp.)
  4. Bonia Balansa (5 spp.)
  5. Laobambos Haev., Lamxay & D. Z. Li (1 sp.)
  6. Neomicrocalamus Keng fil. (3 spp.)
  7. Temochloa S. Dransf. (1 sp.)
  8. Soejatmia K. M. Wong (1 sp.)
  9. Pseudoxytenanthera Soderstr. & R. P. Ellis (5 spp.)
  10. Maclurochloa K. M. Wong (4 spp.)
  11. Melocalamus Benth. (17 spp.)
  12. Bambusa Schreb. (154 spp.)
  13. Dendrocalamus Nees (79 spp.)
  14. Gigantochloa Kurz (68 spp.)
  15. Phuphanochloa Sungkaew & Teerawat. (1 sp.)
  16. Oreobambos K. Schum. (1 sp.)
  17. Oxytenanthera Munro (1 sp.)
  18. Vietnamosasa T. Q. Nguyen (3 spp.)
  19. Thyrsostachys Gamble (2 spp.)
  20. Cochinchinochloa H. N. Nguyen & V. T. Tran (1 sp.)
  21. Yersinochloa H. N. Nguyen & V. T. Tran (1 sp.)
  22. Ruhooglandia S. Dransf. & K. M. Wong (1 sp.)